# Ormosia paniculata
Ormosia paniculata är en ärtväxtart som beskrevs av Elmer Drew Merrill. Ormosia paniculata ingår i släktet Ormosia och familjen ärtväxter. Inga underarter finns listade i Catalogue of Life.